# Nyårskonserten från Wien
Nyårskonserten från Wien (tyska: Neujahrskonzert der Wiener Philharmoniker) är en årlig traditionsrik TV- och radiosänd symfonisk konsert med Wienerfilharmonikerna i Musikvereins "Golderner Saal" i Wien, där orkestern i huvudsak framför verk av Straussdynastin: Johann Strauss den äldre och hans söner Johann Strauss den yngre, Eduard Strauss samt Josef Strauss. Orkestern framför samma konsertprogram 30 december, 31 december och 1 januari, men endast den sista konserten sänds via radio och TV. Den första konserten i denna form arrangerades den 31 december 1939. Från och med den 1 januari 1941 har den anordnats på nyårsdagen.
Konserten är populär i hela Europa och på senare tid även över övriga världen. Biljettrycket är så stort att publiken måste förregistrera sig ett år i förväg för att delta i dragningen av biljetter till nästföljande år. Några platser är bokade för vissa österrikiska familjer och ärvs av nästa generationer.
Medan musikprogrammet alltid innehåller verk av Strauss-dynastin (Johann Strauss den äldre (sedan 1946) och yngre, Josef (sedan 1941) och Eduard (sedan 1964)), har sedan 1961 också verk av andra tonsättare, som Joseph Lanner, Carl Michael Ziehrer och Joseph Hellmesberger junior, regelbundet inkluderats i programmet. Dessutom har det sedan 1978 också förekommit verk av årets musikaliska jubilar, det året var det 150 år sedan Franz Schubert avled.
Som regel ingår inte bara kända verk i konsertprogrammet, utan också verk som inte har spelats i en nyårskonsert fram till dess. Fram till 1980-talet kallades de också "nyheter" (vad gällde nyårskonserten), men detta har sedan dess blivit ovanligt. Undantag från detta är nyårskonserterna 1986 och 1987, då endast redan framförda stycken stod på programmet. Wienerfilharmonikernas nyårskonsert 2023 bjöd på det högsta antalet sådana "nyheter" hittills, med tretton nyframförda verk; Detta beror dock också på att Nyårskonserterna på 1940-talet och början av 1950-talet innehöll tio, högst tolv musikstycken i hela programmet.

## Musik och program
Konsertprogrammen innehåller alltid musikstycken komponerade av Straussfamiljen: Johann Strauss den äldre, Johann Strauss den yngre, Eduard Strauss samt Josef Strauss. Emellanåt har det hänt att musik av i huvudsak andra österrikiska kompositörer har förekommit på programmet, såsom Joseph Hellmesberger junior, Joseph Lanner, Wolfgang Amadeus Mozart, Otto Nicolai (grundaren av Wienerfilharmonikerna), Emil von Reznicek, Franz Schubert, Carl Zeller, Carl Millöcker, Franz von Suppé och Carl Michael Ziehrer. 1980 blev Jacques Offenbach den första icke-österrikiske tonsättaren att spelas. År 2009 spelades musik av Joseph Haydn för första gången, då fjärde satsen av hans Symfoni nr 45 ("Avskedssymfonin") markerade 200-årsminnet av hans död. Andra europeiska kompositörer såsom Hans Christian Lumbye, Jacques Offenbach, Émile Waldteufel, Richard Strauss, Verdi, Wagner och Tjajkovskij har på senare år förekommit i programmen. År 2020 spelades musik av Ludwig van Beethoven för första gången för att högtidlighålla 250-årsminnet av kompositörens födelse.

Familjen Strauss
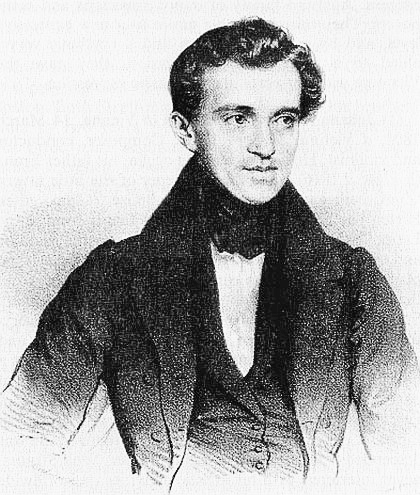
Johann Strauss den äldre
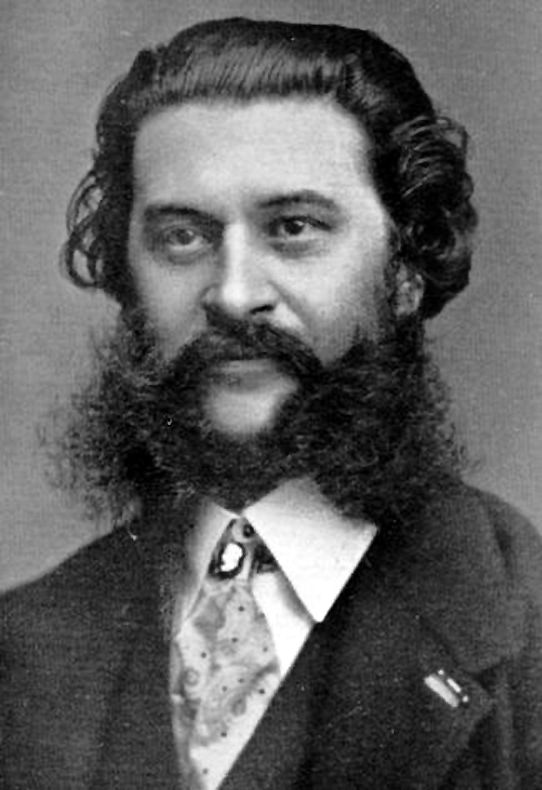
Johann Strauss den yngre
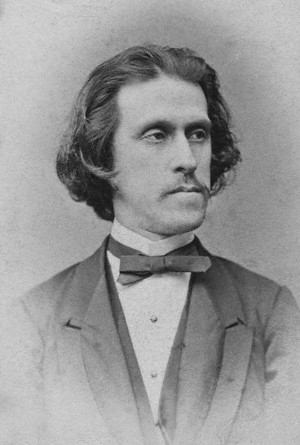
Josef Strauss
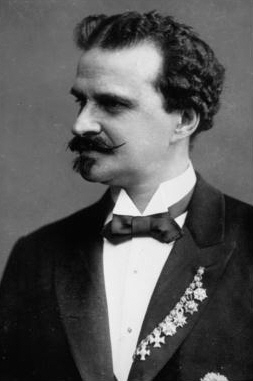
Eduard Strauss

De annonserade programmen består i huvudsak av 14 till 20 kompositioner utöver tre extranummer. Programmen innehåller valser, polkor, mazurkor och marscher. Av extranummer är det första ofta en snabb polka. Det andra är Johann Strauss den yngres vals An der schönen blauen Donau, vars inledning avbryts av lätta applåder av igenkännande och en Nyårshälsning på tyska (ursprungligen tillagd av Willi Boskovsky) framförs av dirigenten och orkestern till publiken. Ursprunget till denna tradition stammar från 1954 års Nyårskonsert då publiken avbröt tre stycken genom entusiastiska applåder och glädjeyttringar. Det sista extranummer är Johann Strauss den äldres Radetzkymarsch under vilken publiken klappar i takt till dirigentens ledning. Detta startade först 1958. Traditionen påbjuder också att dirigenterna sätter igång orkestern så snart de äntrat scenen, innan de bestigt podiet. Hela konserten tar ungefär två och en halv timme.
TV-utsändningen utökas med balettframträdande i diverse stycken under andra delen av programmet. Dansarna kommer från Wiener Staatsballett och dansar på olika berömda platser i Österrike: Schönbrunn, Slottet Esterházy, Wiener Staatsoper eller Wiener Musikverein. År 2013 var kostymerna designade av Vivienne Westwood. Från 1980 till 2013 var blommorna som smyckar salen en gåva från staden Sanremo i Italien. 2014 försåg orkestern själv med blommorna och sedan det året har blommorna arrangerats av Wiener Stadtgärten.
Sedan 1959 har nyårskonserten direktsänds med kommentator i SVT via Österreichischer Rundfunk. Under konsertpausen sänds i TV cirka 30 minuters specialprogram från Wiens miljöer. Den sänds numera i över fyrtio länder över hela världen genom Eurovisionen. Konserten sänds även i Sveriges Radio P2 och i radiokanaler internationellt.
År 2020 bestämde Wienerfilharmonikernas ledning på grund av Coronaviruspandemin att konserten under nyårsdagen 2021 skulle äga rum utan publik. Konserten sändes som under tidigare år över olika TV-kanaler. För att åstadkomma en viss form av applåder kopplade mediebolaget ORF in ett begränsat antal personer genom videomöten. Dessa personers bifallsyttringar hördes i konsertsalen över högtalare.

## Historik

### Första konserten 31 december 1939
Det har funnits en tradition med nyårsdagskonserter i Wien sedan 1838, men inte med musik av Straussfamiljen. Mellan 1928 och 1933 spelades det sex nyårskonserter i Musikverein dirigerade av Johann Strauss III. Dessa konserter radioutsändes i ORF.

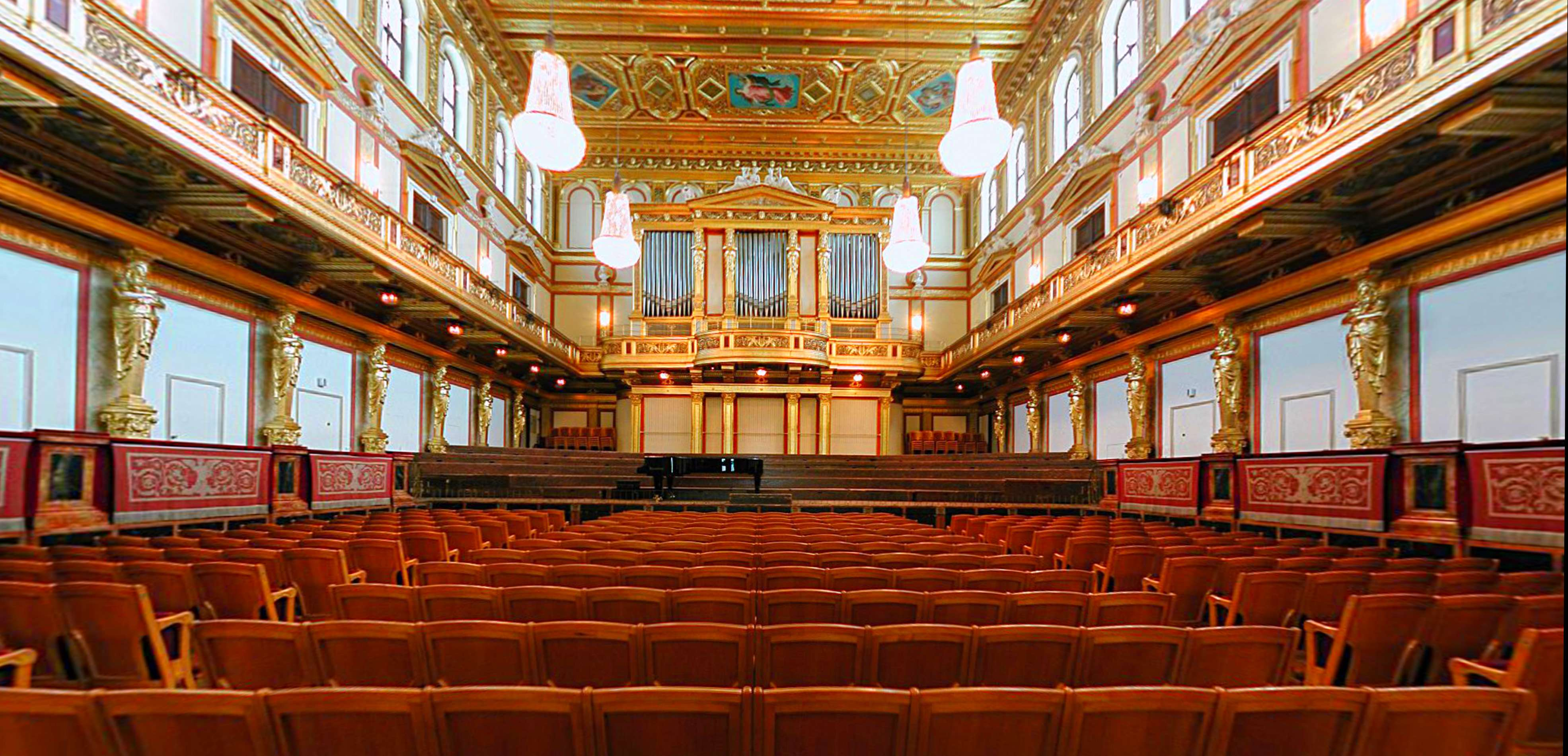
Gyllene salen i Wiener Musikverein, platsen för konserten.

1939 föreslog Clemens Krauss, med stöd av Wiens Gauleiter Baldur von Schirach, en nyårskonsert med orkestern tillägnad Kriegswinterhilfswerk ('Krigsvinterhjälp'), för att förbättra moralen vid fronten. Enligt tidningsnotiser var det en "extraordinär konsert" (Außerordentliches Konzert), för vilken en offentlig generalrepetition hölls den 30 december. Historikern Fritz Trümpi hävdade att konserten var en del av Joseph Goebbels propagandamaskin. 1942 var nästan hälften av orkesterns musiker medlemmar i Nazistpartiet.
Clemens Krauss kärlek till valsmusik, särskilt familjen Strauss, var en bidragande orsak till att han valdes ut av Gobbels att iscensätta Wien som en stad "av optimism, musik och gemytlighet". Men "förmodligen också Krauss längtan efter stora framträdanden" samt att han efter Tysklands annektering av Österrike 1938 var upptagen på Gottbegnadeten-Liste, en lista med "Gudabenådade konstnärer för Konst och kultur i Nazityskland". I sin bok Politisierte Orchester visar Trümpi att under den nationalsocialistiska eran ökade antalet framförda verk av familjen Strauss av Wienerfilharmonikerna dramatiskt. Efter annekteringen av Österrike hamnade orkestern under Goebbels, men till skillnad från Berlinfilharmonikerna var den inte underordnad honom: Wienerfilharmonikernas engagemang för naziststaten var därför till stor del självbestämmande och självansvarig. Trümpi citerar ur ett kontrakt mellan Wienerfilharmonikerna och Reichsrundfunkgesellschaft:
| ”                                                | "[...] orkestern åtar sig att göra inspelningar med wienermusik för Großdeutscher Rundfunk, först och främst naturligtvis med verk av Johann Strauss med en dirigent som särskilt behärskar wienertonen." | „ |
| – Prot. KS, 7 oktober 1940, HAWPh, A-PR-030, 17. | |   |

Redan före andra världskriget hade de nazistiska ledarna utvecklat idén om att "stärka den 'nationella gemenskapen' med hjälp av så kallad 'lätt musik'". Historiskt sett var det inte förrän omkring 1940/1941 (det vill säga först efter den första nyårskonserten) som "moralen vid fronten och i hemlandet" lades till. Den första konserten ägde dock inte rum på nyårsdagen utan den 31 december 1939, första och enda gången det inträffat. Verk av Johann Strauss den yngre var de enda som framfördes i ett modest program. Noterbart är att varken An der schönen blauen Donau eller Radetzkymarschen framfördes.

### Andra konserten 1941och senare
Utöver sociala och politiska motiv mottogs den första konserten i Strauss namn entusiastiskt. Krauss återvände till rodret för konserten den 1 januari 1941 (sedan dess har denna händelse alltid ägt rum på Nyårsdagen) och stannade där fram till 1945 och fokuserade konsertprogrammen för dessa år nästan uteslutande på kompositioner av Johann Strauss den yngre, med viss betydande öppenhet mot Josef Strauss. År 1941 spelade Wienerfilharmonikerna till förmån för den statligt kontrollerad fritidsorganisationen Kraft durch Freude, såsom också var fallet med de välgörenhetskonserter som pågick fram till 1945.
De första sex nyårskonserterna – och ytterligare sju efter nazistregimens fall – dirigerades av Krauss. Krauss dirigerade konserten varje år fram till sin död 1954, förutom två år då han lämnade över dirigentpinnen till Josef Krips. Under dessa år konsoliderades vad som länge skulle vara den vanliga repertoaren, baserad på verk av bröderna Strauss (Johann, Josef och i mindre utsträckning Eduard) och deras far Johann Strauss den äldre. Således utfördes 1941 tre verk av Josef för första gången, den snabba polkan "Eingesendet", valsen "Frauenwürde" och den franska polkan "Moulinet". 1943 framfördes polka-mazurkan "Die Libelle" av Josef Strauss för första gången.
Det första framförandet av An der schönen blauen Donau ägde rum 1942, för Radetzkymarch skedde det 1946. Vid den tiden etablerades de verk som kan betraktas som "kanoniska" av konserten, även om några som då var vanliga, till exempel I-Tipferl-Polka eller valsen Neu-Wien med manskör, absolut har glömts bort i de senaste decenniernas program. Vid tiden var valet av program också ofrivilligt samtidshistoria, vilket den mångårige krönikören av Nyårskonserterna, Kurt Diemann, visar på:
- Vid Nyårskonserten 1941 framfördes för första gången Strauss Russischer Marsch och var avsedd som en hyllning till den tysk-sovjetiska icke-aggressionspakten som slöts i augusti 1939; Men 1941 var även året för invasionen av Sovjetunionen.
- Vid Nyårskonserten 1945 spelades valsen O schöner Mai! av Johann Strauss den yngre för första gången; I maj samma år kapitulerade Nazityskland, och därmed kapitulerade även Österrike.
- Nyårskonserten 1955 innehöll däremot valsen Mein Lebenslauf ist Lieb und Lust av Josef Strauss som inledning till programmet, och i maj 1955 återställdes Österrikes självständighetsfördrag.

Det var först med Josef Krips dirigering den 1 januari 1946 som denna konsert faktiskt kallades "Wienfilharmonikernas Nyårskonsert". Krips var ansvarig för ett mer accentuerat intresse för produktionen av Josef, varav några av de viktigaste verken presenterades under den tvåårsperioden: Aquarellen-Walzer, Delirien-Walzer, Jockey-Polka och Dorfschwalben aus Österreich. Vid konserten 1946 var det premiär för Johann Strauss den äldres berömda Radetzkymarsch som spelades som extranummer, och året därpå hans polka Piefke und Pufke. Redan 1946 initierade Krips en "Arbetarnas Nyårskonsert" för att föregå med gott exempel mot priserna för den "ursprungliga" nyårskonserten, som redan var oöverkomliga för de "normala" inkomsttagarna vid den tiden (den billigaste konsertbiljetten kostade redan mer än en veckas lön för en wiensk arbetare) och för att föra konsertidén till den (breda) wienska befolkningen, särskilt med tanke på ödeläggelsen i det halvt förstörda och svältande Wien vid den tiden: Efter hans avgång och Clemens Krauss återkomst avslutades detta tyst redan 1947.

Med ett undantag efter 1945 ägde den traditionella Nyårskonserten inte rum 1 januari: 1951 sköts den upp till 14 januari på grund av förbundspresidenten Karl Renners död den 30 december 1950.

Sedan 31 december 1952 har programmet för Nyårskonserten på Nyårsafton framförts som en Silvesterkonzert. Den 30 december 1962 planerades en andra förhandsvisning för första gången; Fram till 1997 var detta ett slutet evenemang för medlemmar av Österrikes försvarsmakt, sedan 1998 har några av biljetterna sålts.
När Krauss återvände till podiet 1948 hade Nyårskonserten blivit en institution, och programmet hade fått sin egen exakta organisation: förekomsten av musik av Johann Strauss den yngre som växlade mellan valser och polkor och införande av betydande musik av Josef. Krauss dirigerade sin sista nyårskonsert 1954: han dog några månader senare, i maj samma år.

### 1950-talet. Konsolidering av en tradition: Willi Boskovsky
Krauss ersättare var inte lätt att finna, men i slutändan föll valet på Willi Boskovsky; född i Wien 1909 och orkesterns konsertmästare. Boskovsky skulle utan avbrott vara kvar på den positionen i 24 år och kom att förkroppsliga själen i Nyårskonserten. Han var en utåtriktad, sympatisk personlighet. Boskovsky (som ofta dirigerade med fiol och stråke, en tradition som går tillbaka till Strauss tid) visste hur man från början skulle etablera ett extraordinärt förhållande till orkestern och till allmänheten som han ibland riktade sig till, vilket skapade en intimitet som ingen dittills hade lyckats med. 1958 introducerade Boskovsky traditionen att avsluta konserten med An der schönen blauen Donau och Radetzkymarch, även om de redan framfördes ganska regelbundet i slutet av konserterna de senaste åren. Den första delen av Boskoskys styre kännetecknades av en mindre variation av de utförda verken. Under Krauss tid hade många sällsynta verk inkluderats, en tradition som delvis försvann med Boskovsky, som med undantag följde de ungefärliga femtio vanligaste verken. Det är i alla fall rättvist att säga att några av dessa vanliga verk introducerades av honom. Ett exempel är Explosions-Polka.

### 1960- och 1970-talet. Listan över kompositörer utökas
Men i och med 1960-talet fanns det en viss "öppenhet". Således framfördes 1961 ett verk av Joseph Lanner (historisk rival och vän till Johann Strauss den äldre), den första kompositören utanför Strauss-familjen som spelades, och 1964 hände detsamma med Eduard Strauss, glömd fram till dess. Det var med den snabba polkan "Bahn frei!" och året därpå framfördes ytterligare två polkor: "Augensprache" och "Mit Dampf". Ett år senare kunde konsertens lyssnare för första gången höra ett verk av Johann Strauss den äldre annat än "Radetzkymarschen", det var valsen "Lorelei-Rhein-Klänge". 
1967 var det 100 år sedan An der schönen blauen Donau spelades första gången och för att fira händelsen ingick valsen i konsertens officiella program (i inledningen till andra delen) och inte som vanligt extranummer. 1970 hördes konsertens första kvadrilj: "Schützen-Quadrille", komponerad tillsammans av de 3 Strauss-bröderna. 1972 var Carl Michael Ziehrer med för första gången. Å andra sidan blev 1975 praktiskt taget en monografisk konsert av enbart Johann Strauss den yngres verk (förutom "Radetzkymarsch"), medan 1977 till stor del ägnades åt hans bror Josef. 1978 var det första året då en kompositör utanför Wienvalsens värld framfördes: Franz Schubert. 1979 genomförde Boskovsky sin sista konsert. Det var en kväll med nyheter (en ouvertyr av Franz von Suppé spelades för första gången) och farväl, dirigentens egen och något verk som inte framförts igen (ovannämnda "Loreley-Rhein-Klänge" och Josef Strauss Polka "Rudolfsheimer"). Boskovskys avtryck kommer alltid att komma ihåg av beundrare av denna konsert, vilka anser honom som arkitekten för några av de mest lämpliga tolkningarna av denna musik.

### 1980-talet. Maazel och von Karajan
Från 1980 tog Lorin Maazel, dåvarande chef för Wiener Staatsoper, över ledningen av Nyårskonserten. Under sitt första år var en viktig nyhet framförandet av ouvertyren till Orfeus i underjorden av Jacques Offenbach. 1982 var ett år med ovanligt många nyheter vid den tiden, totalt fyra. Bland dem är ouvertyren till Muntra fruarna i Windsor av Otto Nicolai, grundaren av Wienerfilharmonikerna. 1984 framfördes ouvertyren till Suppés "Poet och bonde", som inte skulle ges igen förrän 2021. 1985 framfördes överraskande musik av Hector Berlioz.
Från och med 1987, då Herbert von Karajan tilldelades äran att dirigera konserten, beslutade orkestern att varje år välja ut en ny gästdirigent att dirigera konserten. von Karajan genomförde en av de mest ihågkomna Nyårskonserterna, även om programmet var mycket traditionellt utan några nyheter. Det skulle vara den sista konserten där en sådan situation inträffade. von Karajan hade även engagerat sopranen Kathleen Battle att sjunga solo i Frühlingsstimmen, men det skulle bli en engångsföreteelse och därefter har ingen soloartist bjudits in. Tenoren Plácido Domingo bad i början av 1990-talet att få uppträda som dirigent eller solist men Wienfilharmonikerna avslog begäran eftersom det "inte passade konsertens syfte". Å andra sidan uppträder gosskören Wiener Sängerknaben ofta tillsammans i denna konsert.
1988 och 1991 dirigerade Claudio Abbado. Vid det första tillfället kunde den andra kadriljen i Nyårskonsertens historia höras. Hans andra konsert kom att bli ihågkommen för att ha inkluderat flera kompositörer som var helt främmande för wienervalsens värld: Schubert (som spelades redan 1978), Mozart och, kanske mest överraskande, Gioacchino Rossini med ouvertyren till Den tjuvaktiga skatan. Två av de mest ihågkomna konserterna var de som genomfördes 1989 och 1992 av Carlos Kleiber.

### 1990-talet
Till konserten 1990 ville orkestern bjuda in Georg Solti att dirigera men Solti avböjde och föreslog istället Leonard Bernstein. Men Bernstein var för upptagen så han föreslog i sin tur sin skyddsling, Zubin Mehta. Hans första framträdande på podiet skulle åtföljas av flera nyheter, detsamma kan sägas om 1995 när han återvände för att dirigera konserten. Åren mellan 1993 och 2000 dominerades av "trippel M": Lorin Maazel, Zubin Mehta och som nyhet Riccardo Muti. Vid den här tiden började hela konserten att sändas i TV, fram till 1992 sändes endast den andra delen. Nu antar konserten sitt nuvarande format: en kortare första del (vanligtvis sex verk) och en längre andra del (11-13 verk, förutom de vanliga extranumren), utan att missa flera årliga nyheter. Detta var mönstret som i allmänhet följde konserterna på 1990-talet. Ingen ny tonsättare framfördes förrän 1997 (Joseph Hellmersberger), och programmet bestod av mer eller mindre vanliga verk kryddade med 4-6 nyheter. 1999, på grund av hundraårsjubileet av Johann Strauss den yngres död, var programmet nästan monografiskt tillägnat honom.

### 2000-talet och framåt

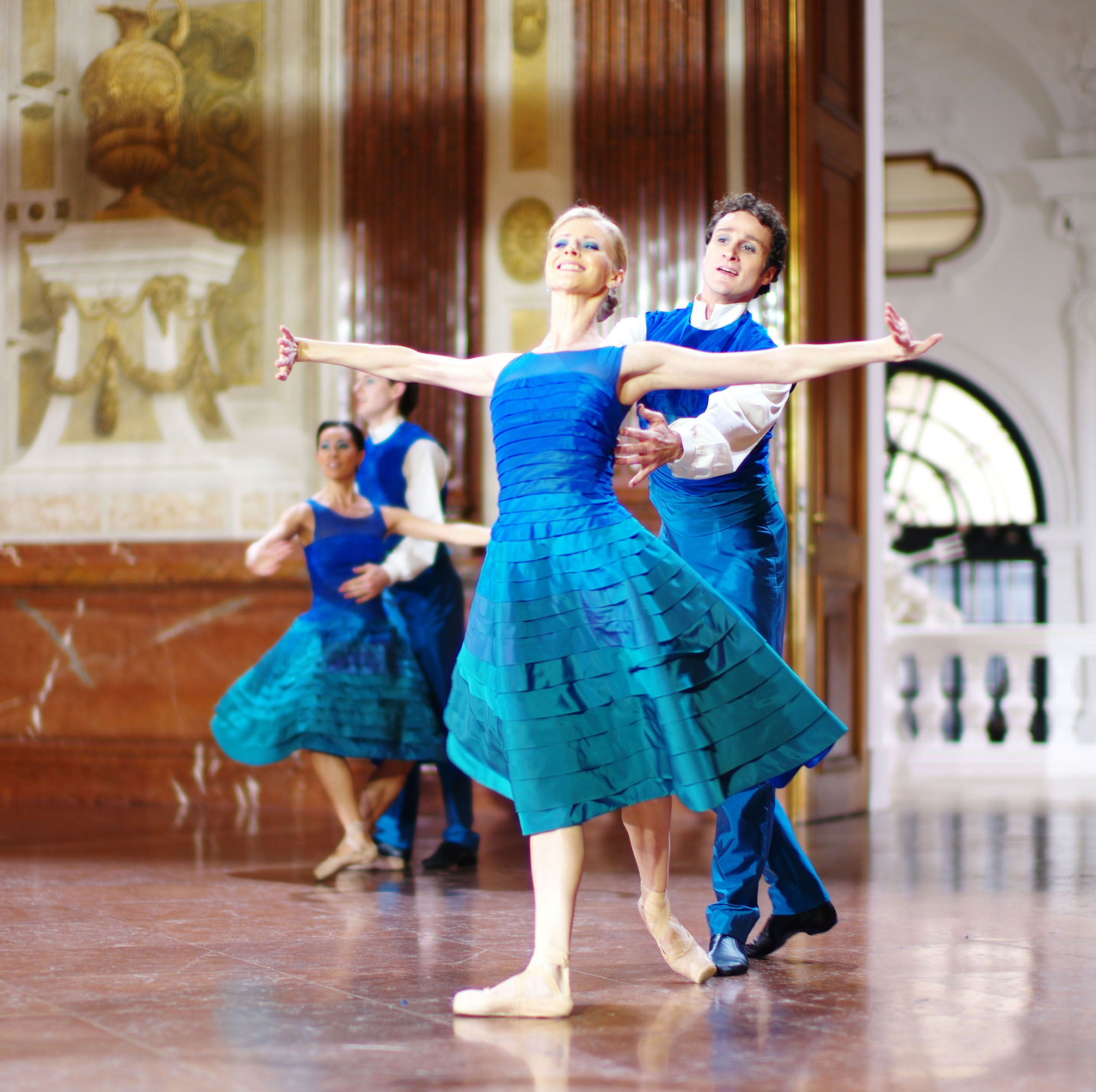
Dansarna Olga Esina och Roman Lazik under en generalrepetition i Schloss Belvedere för balettinslaget i 2012 års konsert.

Med början av 2000-talet infördes ett större antal nyheter varje år. Två nya dirigenter debuterade på pulten under decenniets två första år: Nikolaus Harnoncourt och Seiji Ozawa. Den första av dem skulle dyka upp igen 2003 och deras konserter präglades av sökandet efter nyanser och en mer personlig tolkning än vanligt. År 2001 inkluderades originalversionen av Radetzkymarch i början av konserten, liksom en hyllning till Lanner med tre verk; 2003 skulle två verk av Johannes Brahms och Carl Maria von Weber framföras. År 2002 erbjöd Ozawa, i vad som skulle bli hans enda framträdande, ett mer traditionellt program och även i en stil som ligger mycket närmare det vanliga i dessa konserter.
1991, för första gången i konsertens historien, framfördes verk av Mozart: två kontradanser (KV 609) och den tyska dansen KV 605 nr 3 "Slädtur" (Schlittenfahrt), som en hyllning till kompositören för att fira 200-årsjubileet av hans död. På samma sätt 2013, året för 200-årsjubileet av Wagners och Verdis födelse, spelades verk av båda kompositörerna.
I samband med 250-årsjubileet av Beethovens födelse 2020 framfördes sex av hans 12 kontradanser. Wienfilharmonikerna meddelade även att de avsåg att skapa en ny version av Radetzkymarsch. Den version man hade spelat varje år sedan 1946 var arrangerad av Leopold Weninger, en tysk tonsättare med nazisympatier, och man ville ta avstånd från det nazistiska arvet.
Nyårskonserten 2021, under ledning av Riccardo Muti, hölls utan publik på grund av COVID-19-pandemin. Konserten innehöll sju nyheter och debut av kompositören Karel Komzák II med hans vals "Bad'ner Mad'ln".
Från 1980 till 2013 var blomsterdekorationen för Nyårskonserten traditionellt en gåva från den italienska staden Sanremo. År 2014 tillhandahölls blommorna för första gången av Wienfilharmonikerna. Konsertsalen dekoreras med cirka 30 000 blommor av blomsterhandlarna varje år, för första gången 2015 i samarbete med Wiens stadsträdgård.
2008 var det levande dans i Goldenen Saal för första gången, liksom åter 2011, när 15-åriga elever (flickor och pojkar) från balettskolan i Wiener Staatsoper uppträdde. 2014 dansade Kathrin Menzinger och Vadim Garbuzov live i hallen till valsen An der schönen blauen Donau efter egen koreografi.
2014, i samband med 150-årsdagen av hans födelse, inkluderades ett stycke av Richard Strauss för första gången, som trots sitt efternamn inte har något familjeförhållande med den wienska familjen.
2015, i samband med konsertens 75-årsjubileum, publicerades utgåvan Neujahrskonzert: Die gesamten Werke, en samling på 23 CD-skivor av alla 319 verk som spelats vid evenemanget sedan 1941.

## Extranummer
Det förekom inga extranummer 1939 och källor pekar på att sådana skedde först 1945. Clemens Krauss infogade nästa alltid Perpetuum mobile, antingen i konserten eller som ett extranummer. Valsen An der schönen blauen Donau framfördes inte förrän 1945 och då som extranummer. Radetzkymarschen framfördes första gången 1946, då som extranummer. Fram till 1958 spelades ofta dessa två stycken, men inte alltid som extranummer. Sedan 1958 har deras position som dubbla extranummer blivit en obruten tradition med två undantag:
- 1967 gjorde Willi Boskovsky Donauvalsen till del av programmet för att fira styckets 100-årsminne; stycket som utgjorde extranumret var Johann Strauss den yngres Unter Donner und Blitz. En skådespelare som föreställde kompositören förekom på scen under konserten.
- 2005 avslutade Lorin Maazel och orkestern programmet med Donauvalsen och uteslöt Radetzkymarschen av respekt för offren för jordbävningen i Indiska oceanen 2004.

Ett oannonserat extranummer, en galopp eller polka schnell, är alltid insatt före Donauvalsen, och efter det sista annonserade stycket i det tryckta konsertprogrammet.
Musikordningen har följt en tradition sedan 1958: Fram till 1957 upprepades extranumren, vanligtvis de kortare musikstyckena, beroende på applådernas styrka. Den andra delen av konserten, som sändes på TV och även internationellt från 1959, avslutades med endast ett extranummer. Sedan 1945 har An der schönen blauen Donau, införd av Clemens Krauss, alltid varit extranummer för en Nyårskonsert, med undantag för 1947 och 1955 till 1957.
1946, 1950 till 1954 och sedan 1958, med två undantag, spelas Radetzkymarschen (Johann Strauss den äldre) traditionellt som sista och tredje extranummer, i ett instrumentalt utökat och anpassat arrangemang av Leopold Weninger. I detta sammanhang introducerades också Nyårshälsningen Prosit Neujahr, då den flyttades till förspelet av Donauvalsen. En annan traditionell ritual härstammar från slutet av 1980-talet, då valsen An der schönen blauen Donau avbryts av applåder i inledningen och Nyårshälsningen följer på detta. Den 1 januari 2007 välkomnades Bulgarien och Rumänien av Zubin Mehta som en del av Europeiska gemenskapen. Därefter framförs valsen i sin helhet.
I Radetzkymarschen klappar publiken traditionellt med i takt med dirigering. År 1975, i samband med Johann Strauss den yngres 150-årsdag, utelämnades det som ett extranummer.  2005 spelades inte Radetzkymarschen med hänsyn till offren för jordbävningen i Indiska oceanen 26 december 2004. 2014 avstod Daniel Barenboim från att dirigera marschen som orkestern spelade och skakade istället hand med varje musiker.

### Humorinslag
Under Willi Boskovskys tid förberedde orkesterns slagverkaren Franz Brošek varje år ett humoristiskt inslag, som blev en specialitet. Till exempel 1969, i "Intågsmarschen" till operetten Zigenarbaronen kom Brošek klädd som grishandlaren Zsupán i sällskap med en levande gris till publikens skratt, i polkan Feuerfest! klädde han ut sig till smed och spelade medan han åt och drack (1971). I Explosions-Polka och Banditen-Galopp hade han klätt ut sig till byggnadsarbetare och tryckte på sprängladdningar så att ballonger och konfetti flög över scenen (1972).
Även efter Brošeks pensionering har slagverksdelen varit huvudfokus för olika spratt varje år. I början av 1970-talet, när det eskalerade lite för mycket, publicerades en artikel i den japanska dagstidningen Asahi Shimbun med titeln "Bespara oss upptågen detta år". I slutet av Eduard Strauss polka Mit Dampf förekom fyrverkerier (1976) och i slutet av hans polka Telephon ringde dirigenten Mariss Jansons mobiltelefon (2006). Under framförandet av An der schönen blauen Donau 2008 dansade baletten live i publikgångarna. Till minne av UEFA-EM 2008 i Österrike bar alla orkestermedlemmar sporthalsdukar och gula och röda kort utbyttes mellan dirigenter och musiker. Under framförandet av Hans Christian Lumbyes Champagnegaloppen öppnade slagverkarna en champagneflaska och utbytte skålar varpå dirigenten Georges Prêtre gjorde en gest som för att säga: "Var är mitt glas?" (2010).

## Dirigenter
Dirigenten, som ändras varje år, är officiellt "bestämd av en omröstning bland alla orkestermedlemmar." Varje år den 1 januari tillkännages nästa års dirigent på orkesterns officiella webbplats. Willi Boskovsky, konsertmästare för orkestern från 1939 till 1970, dirigerade nyårskonserterna mellan 1955 och 1979. 1980 blev Lorin Maazel den första icke-österrikiske dirigenten för konserten. Boskovsky skulle traditionsenligt ha lett konserten 1980 men drabbades den 30 januari 1979 av ett slaganfall som delvis förlamade hans högra kroppshalva. Under sommaren lyckades han ändå dirigera de förinspelade balettinslagen men i oktober hade han inte tillfrisknat så han var tvungen att avgå från sin post. Wienerfilharmonikerna beslöt att engagera Mazel, som vid tillfället var tillförordnad chef för Wiener Staatsoper, till att fullfölja konserten. Orkestern ändrade sedermera praxis och utsåg en ny dirigent varje år. Det första valet blev Herbert von Karajan till 1987 års konsert.
Sedan starten har arton dirigenter, alla manliga, dirigerat den årliga konserten. Den yngsta har varit Gustavo Dudamel (35 år, 2017), den äldsta Georges Prêtre (85 år, 2010). År 2005 blev australiensiskan Simone Young den första kvinnan att dirigera Wienerfilharmonikerna, men inte nyårskonserten som fortfarande väntar på sin första kvinnliga dirigent. På frågan om detta 2023 förklarade violinisten Daniel Froschauer, ordförande för Wienerfilharmonikerna, helt enkelt: "Vi kommer att ha en kvinnlig dirigent när tiden är inne", medan dirigenten Franz Welser-Möst, som dirigerade konserten samma år, frammanade "en mycket komplex föreställning att dirigera" och "ett konstnärligt ämne, inte politiskt".
- Clemens Krauss: 1939, 1941–1945, 1948–1954
- Josef Krips: 1946–1947
- Willi Boskovsky: 1955–1979
- Lorin Maazel: 1980–1986, 1994, 1996, 1999, 2005
- Herbert von Karajan: 1987
- Claudio Abbado: 1988, 1991
- Carlos Kleiber: 1989, 1992
- Zubin Mehta: 1990, 1995, 1998, 2007, 2015[33]
- Riccardo Muti: 1993, 1997, 2000, 2004, 2018, 2021, 2025
- Nikolaus Harnoncourt: 2001, 2003
- Seiji Ozawa: 2002
- Mariss Jansons: 2006, 2012, 2016[34]
- Georges Prêtre: 2008, 2010
- Daniel Barenboim: 2009, 2014,[35] 2022[36]
- Franz Welser-Möst: 2011, 2013,[37] 2023
- Gustavo Dudamel: 2017[38]
- Christian Thielemann: 2019,[39] 2024[40]
- Andris Nelsons: 2020[41][42]

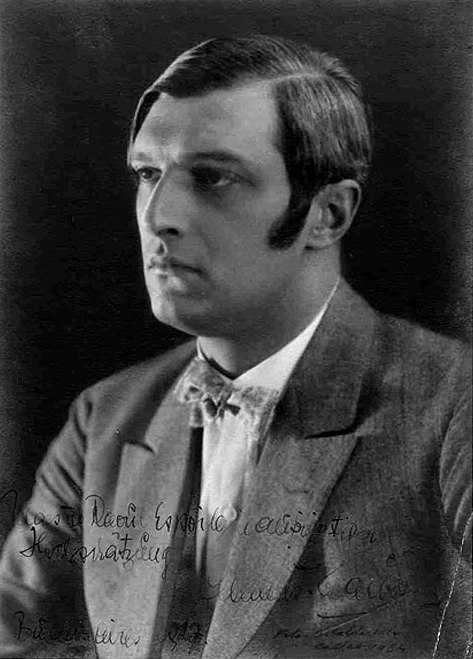
Clement Krauss
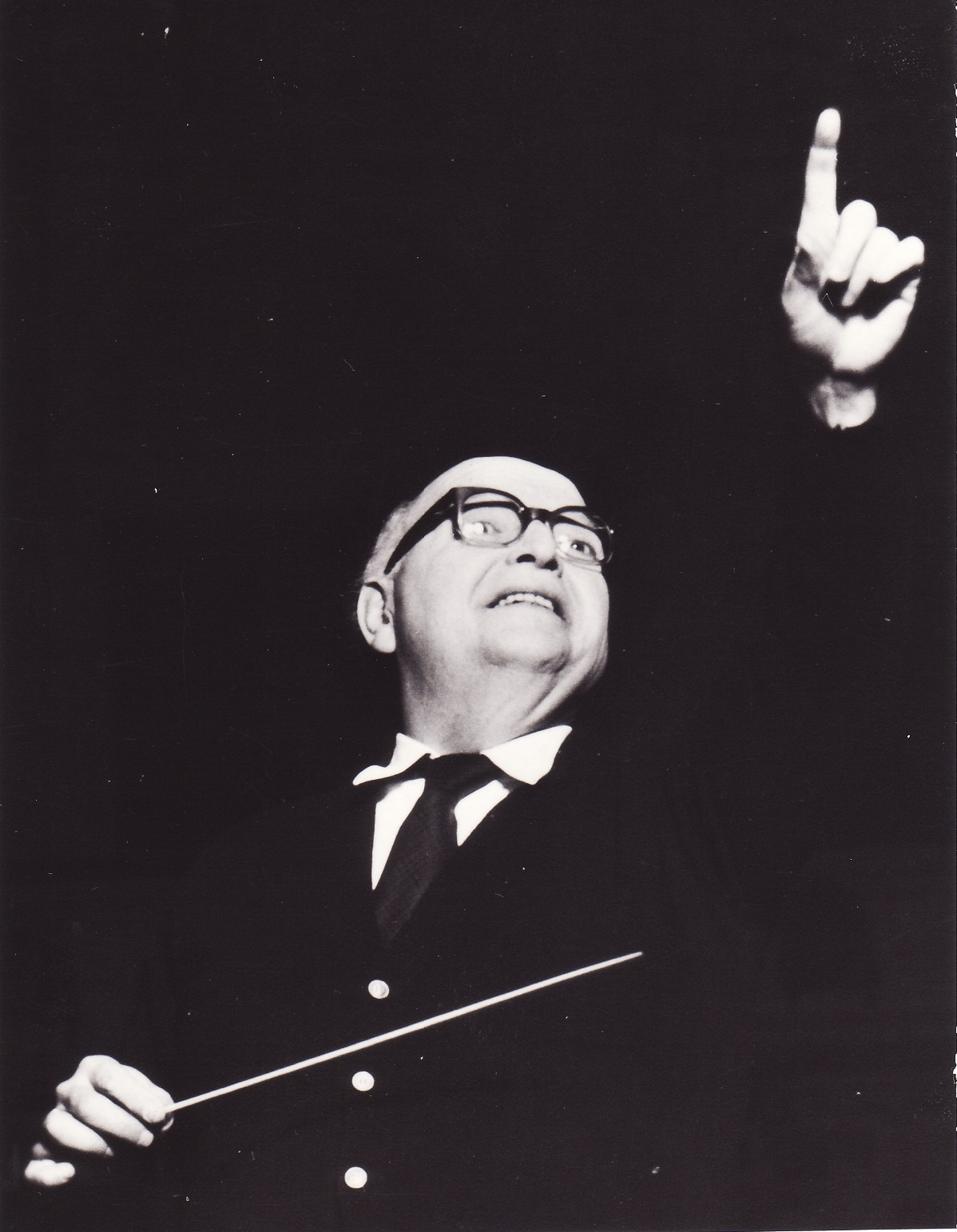
Josef Krips
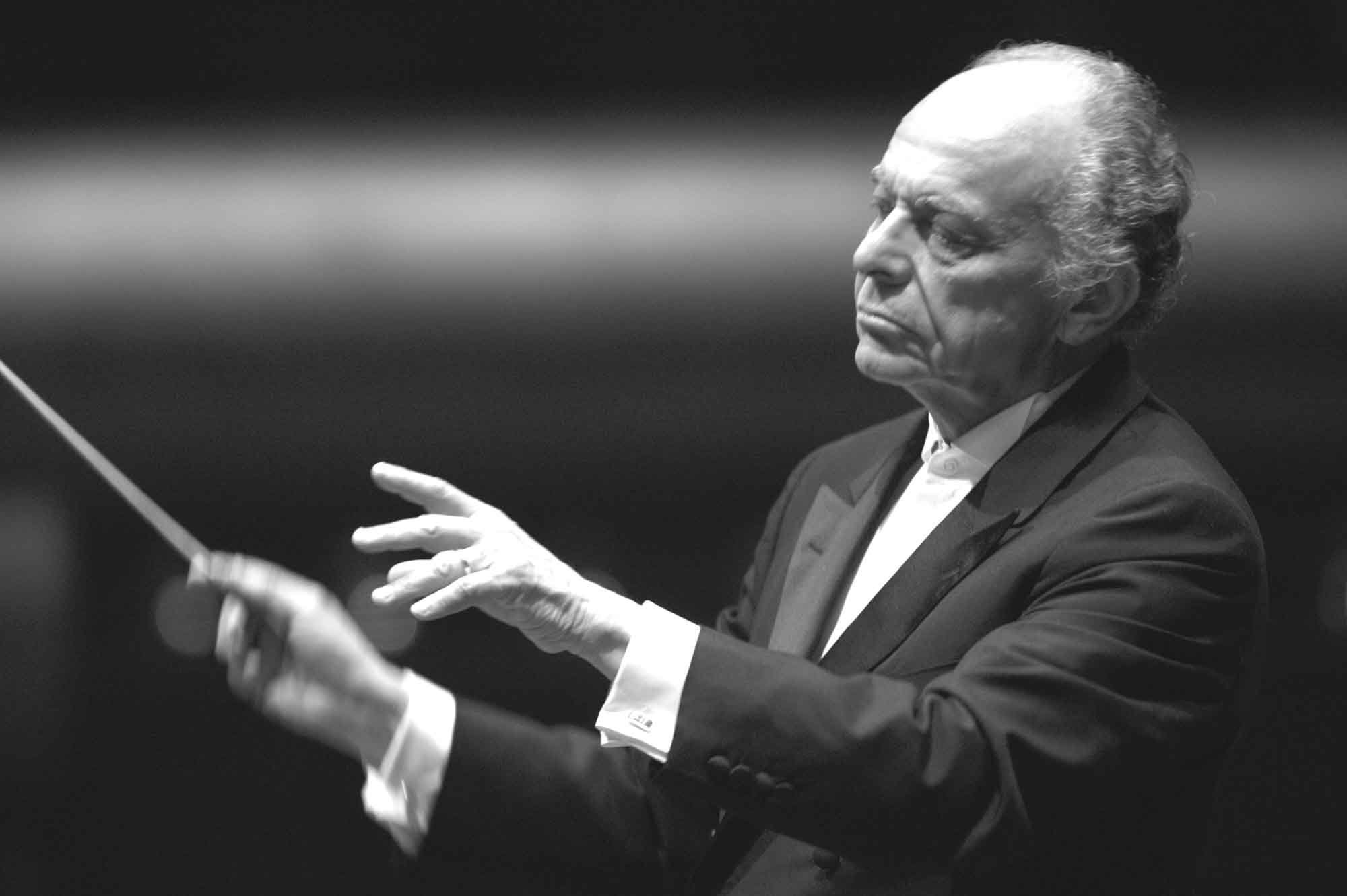
Lorin Maazel
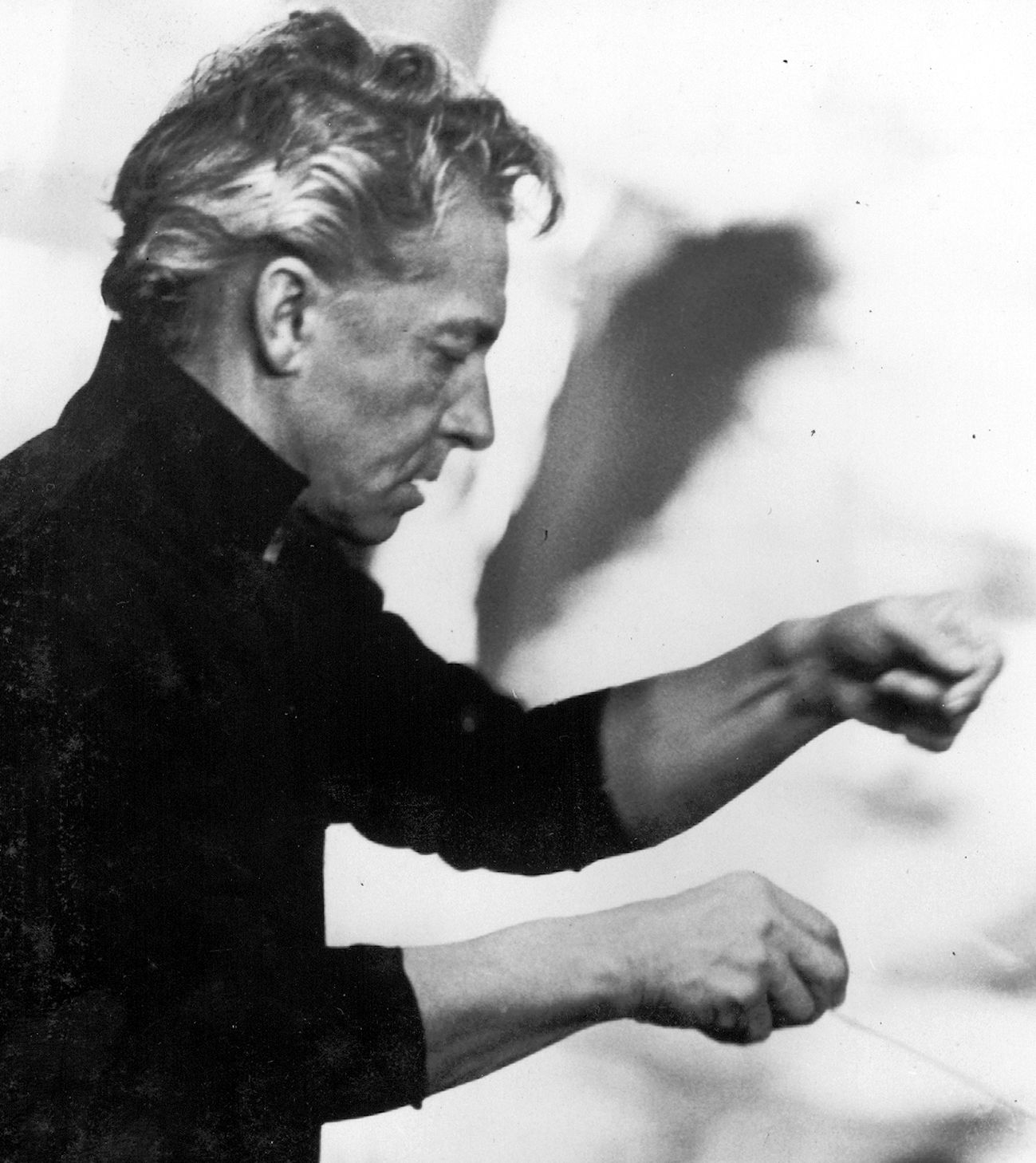
Herbert von Karajan
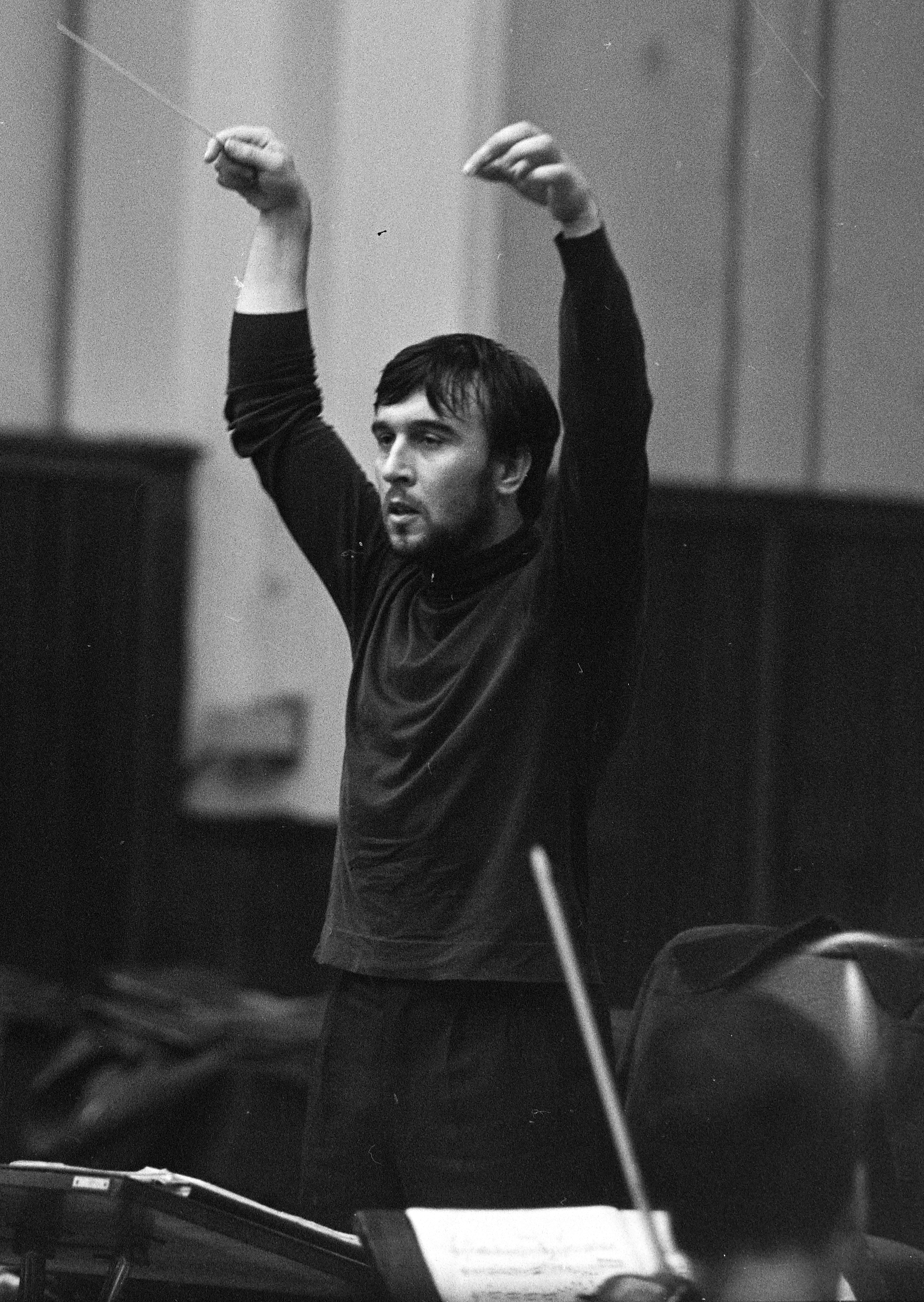
Claudio Abbado
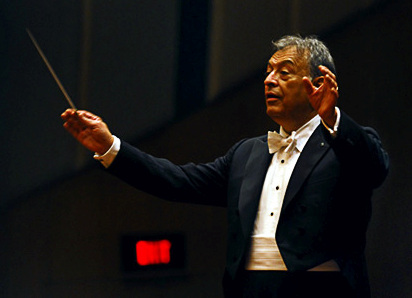
Zubin Mehta
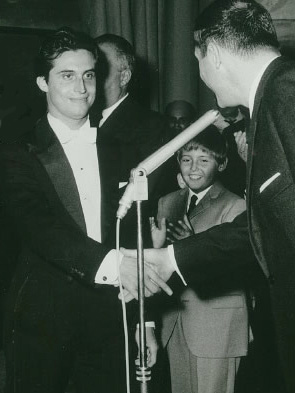
Riccardo Muti
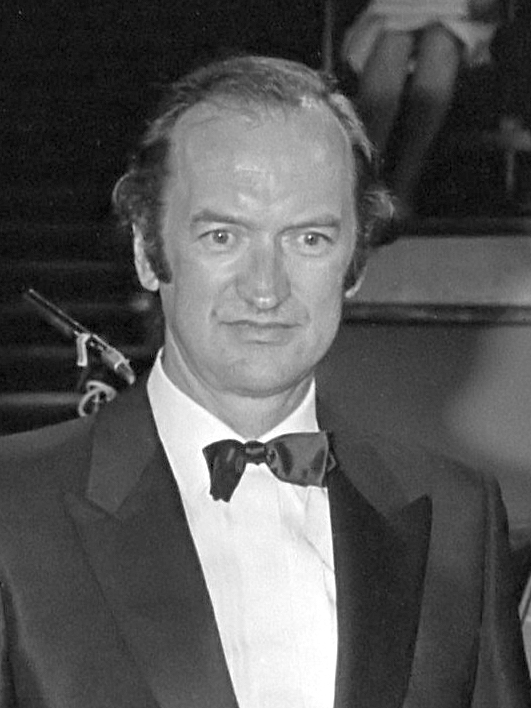
Nikolaus Harnoncourt
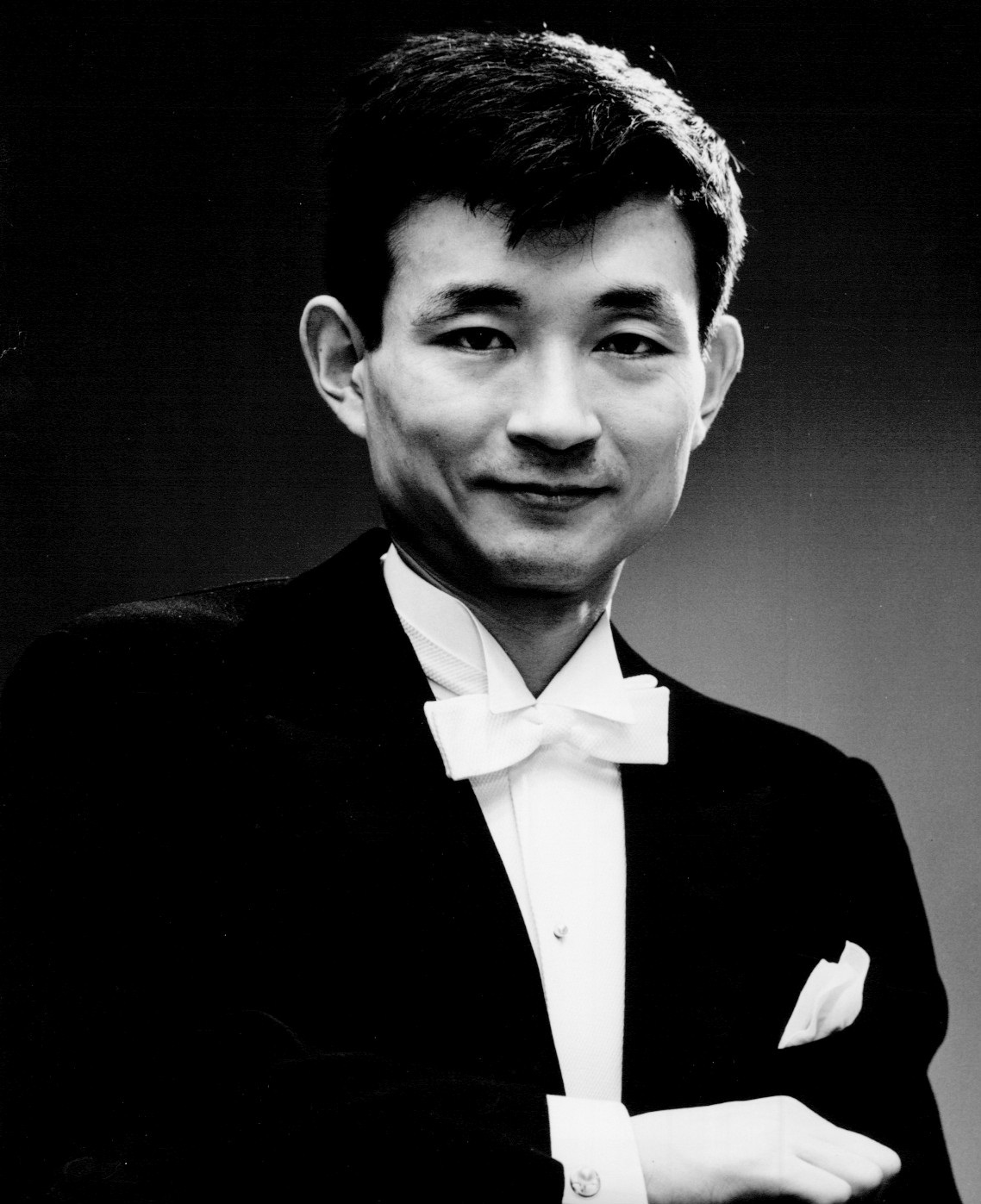
Seiji Ozawa
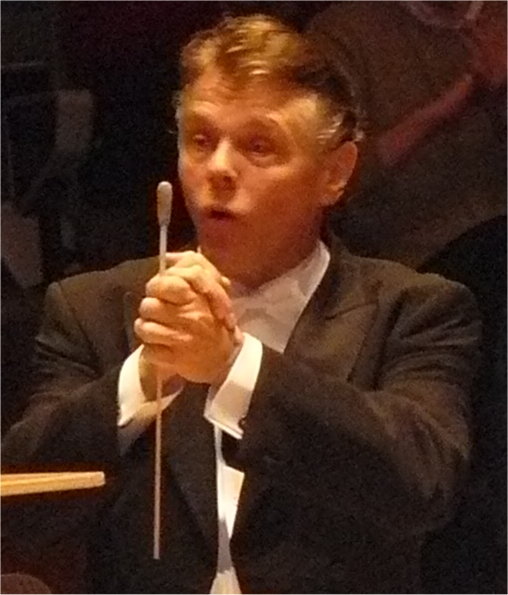
Mariss Jansons
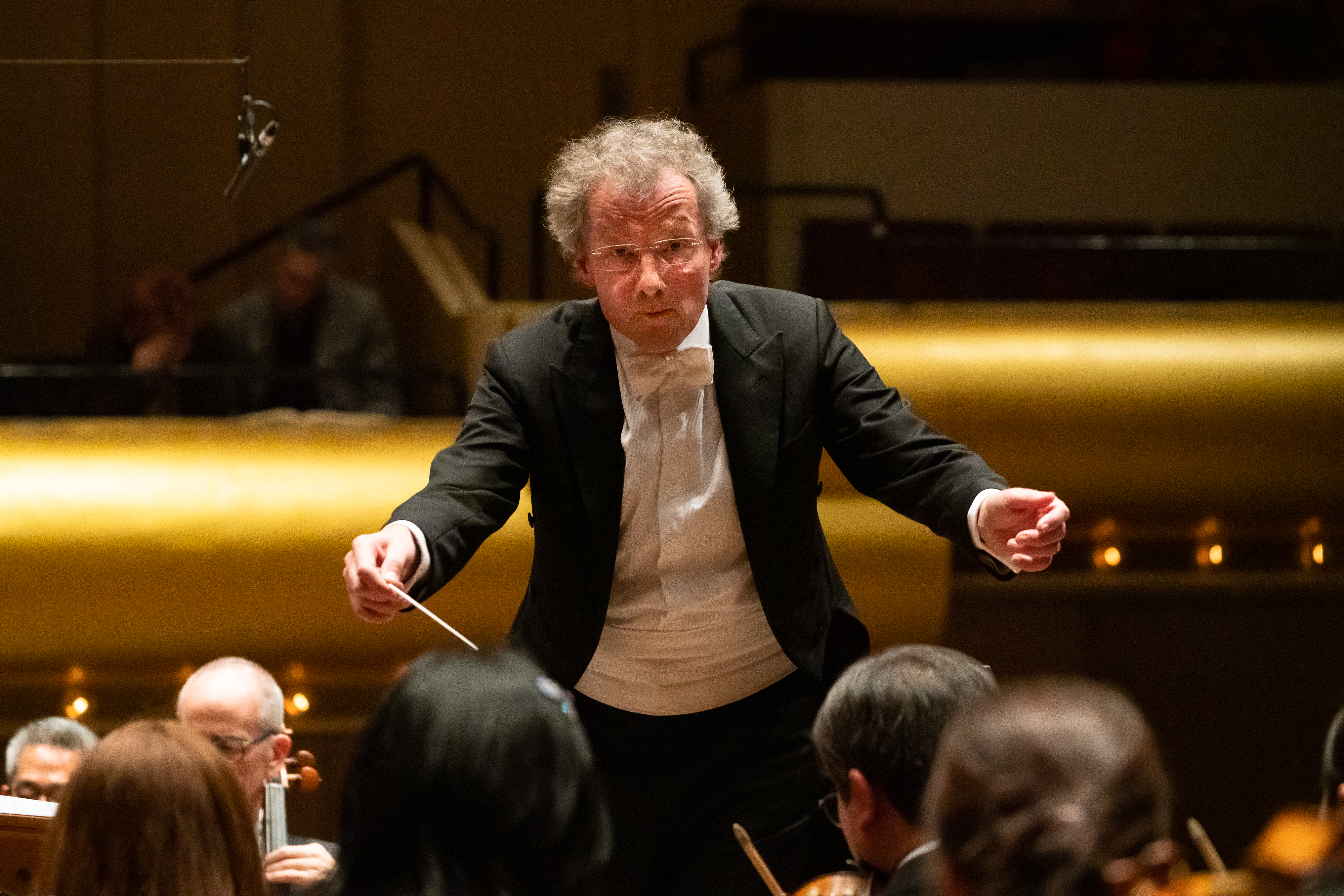
Franz Welser-Möst
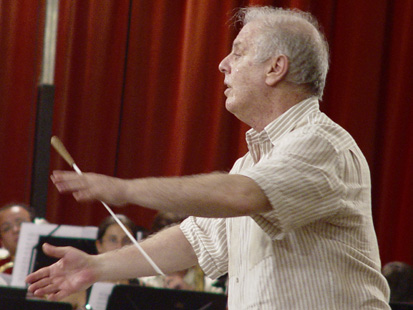
Daniel Barenboim
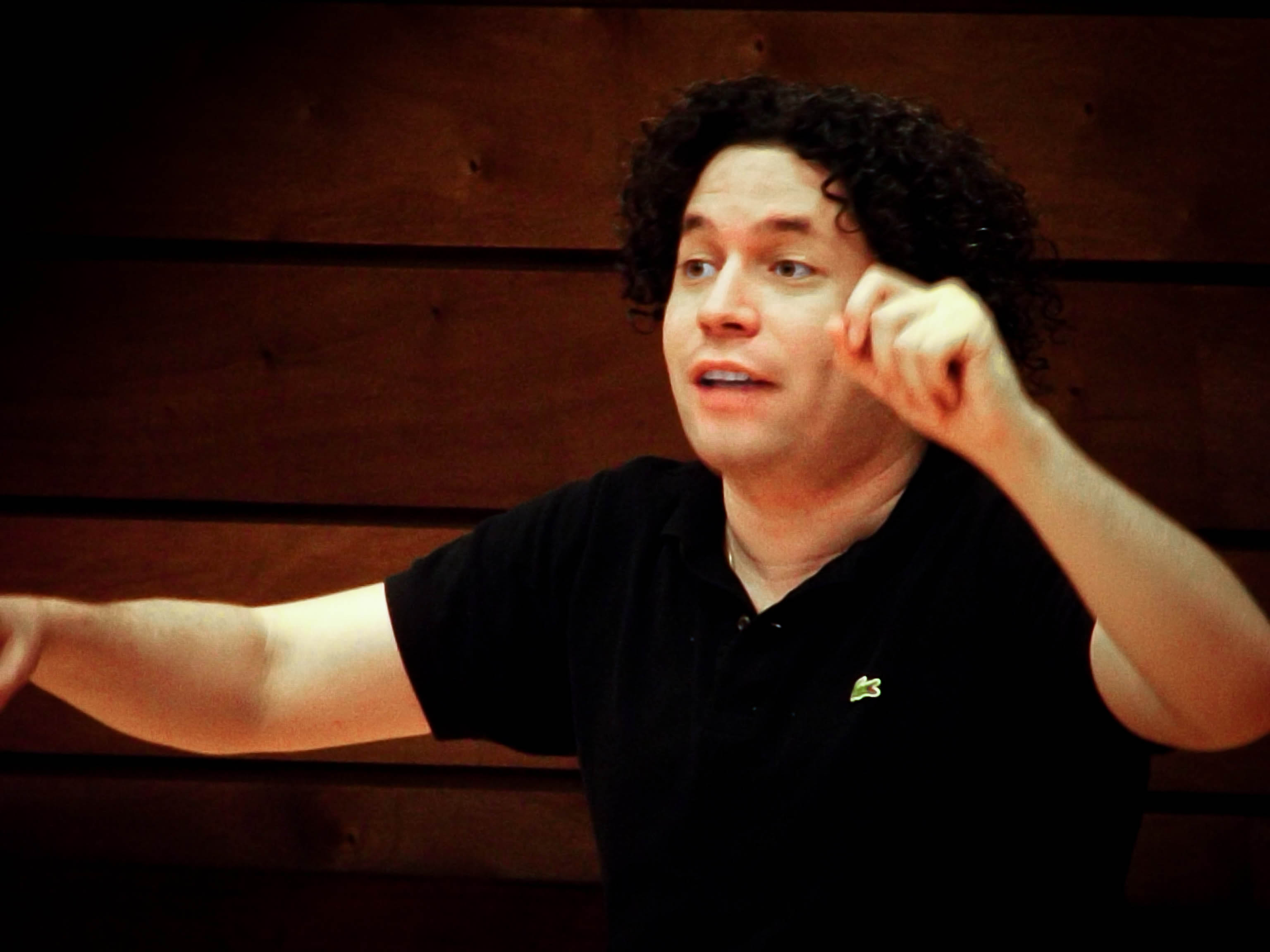
Gustavo Dudamel
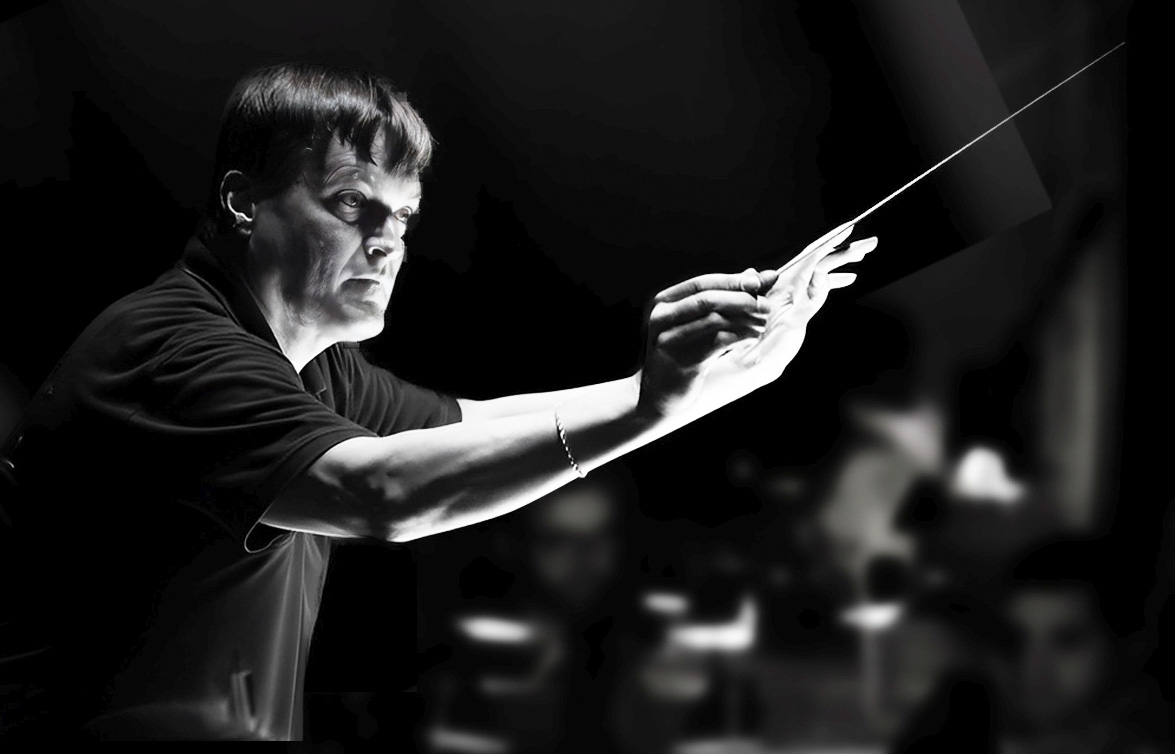
Christian Thielemann
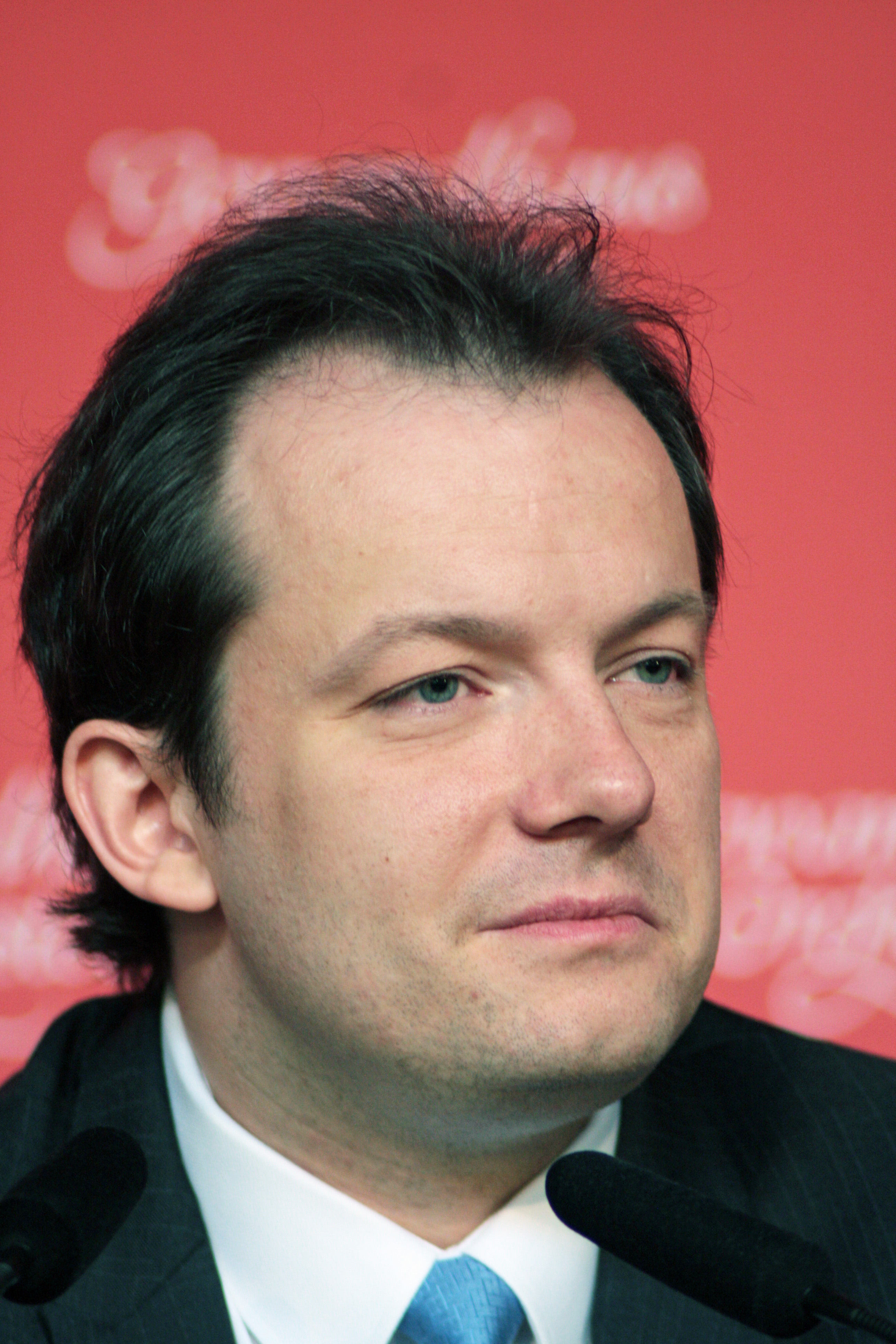
Andris Nelsons

| Land      | Dirigenter | Konserter                                                              |
| --------- | ---------- | ---------------------------------------------------------------------- |
| Österrike | 7          | 48 : 1939, 1941 à 1979, 1987, 1989, 1992, 2001, 2003, 2011, 2013, 2023 |
| Italien   | 2          | 8 : 1988, 1991, 1993, 1997, 2000, 2004, 2018, 2021, 2025               |
| Lettland  | 2          | 4 : 2006, 2012, 2016, 2020                                             |
| USA       | 1          | 11 : 1980 à 1986, 1994, 1996, 1999, 2005                               |
| Indien    | 1          | 5 : 1990, 1995, 1998, 2007, 2015                                       |
| Argentina | 1          | 3 : 2009, 2014, 2022                                                   |
| Frankrike | 1          | 2 : 2008, 2010                                                         |
| Tyskland  | 1          | 2 : 2019, 2024                                                         |
| Japan     | 1          | 1 : 2002                                                               |
| Venezuela | 1          | 1 : 2017                                                               |

## TV-sändningar

Karta över de länder där Nyårskonserten visades på TV 2019.

Under Kalla kriget förbjöd Sovjetunionen alla former av kontakter, inklusive radio och TV, mellan kommunistiska länder innanför Järnridån och Västvärlden. Nyårskonserten från Wien var en av de mycket få västerländska händelserna som hade godkännande från Sovjetunionens politiska kommissarier och sändes live på TV också i många kommunistländer, till exempel Rumänien. Sedan 1959 har konserten sänts av det österrikiska radio- och tv-bolaget (ORF), det österrikiska public service-bolaget, inte bara på radio utan även på tv med sin 2:a del (efter konsertpausen); Sändningarna varade i 75 minuter. Även om den första tekniska chefen för dessa sändningar var Wilfried Scheib, var Hermann Lanske från början den drivande kraft, som utformade TV-sändningarna med ständigt nya idéer och fulländade dem.
Sedan 1969 har TV-programmet sänts i färg och 1966 gjordes den första överföringen till de dåvarande socialistiska länderna (i samarbete med Intervision, i vars dåvarande tv-nätverk även Österrike var med i). 1970 sändes för första gången konserten i ett icke-europeiskt land (Australien) och 1972 utökades länderna till Brasilien, Hong Kong, Singapore och Taiwan. Idag sänds den i över nittio länder. Sedan 1970 har konserten producerats gemensamt av ORF och tyska ZDF.
1961 ackompanjerades enskilda musikstycken för första gången av balettinspelningar. Medlemmar av baletten i Wiener Volksoper dansade, koreografin gjordes av balettmästarinnan Dia Luca. Inledningsvis ägde dansen rum live till originalmusiken, som överfördes direkt från den närliggande Brahmssaal i Musikverein, där inspelningarna av balettdansarna ägde rum, som i sin tur överlappadeds av skicklig bildöverföring av kassettaket (vilket innebar att balettinspelningarna i början endast var tillgängliga för TV-tittarna). Från 1963 och framåt användes förproducerade inspelningar av baletten. Sedan 1987 förekommer återigen levande dans, vilket praktiserades från 1959 till slutet av 1960-talet. Dansen utförs av Wiens statsbalett (skapad från sammanslagningen av balettensemblerna i Wiener Staatsoper och Volksoper), baletten från Bayerska statsoperan och internationella gäststjärnor. I vissa verk visas också tematiskt relaterade bilder eller filmsekvenser, som de från Schönbrunn.
Sedan 1991 har ORF sänt konserten i sin fulla längd. Eftersom tempot i de olika föreställningarna kan variera, är pausen i de enskilda föreställningarna ibland av olika längd: den är därför överbryggad med en flexibel cirka 25 minuter lång pausfilm, som spelas in speciellt för Nyårskonserten. Denna pausfilm har hittills iscensatts av regissörer som Felix Breisach, Georg Riha, Hannes Rossacher, Werner Boote, Patrick Pleisnitzer, Gernot Friedel och Anton Reitzenstein, i syfte att presentera Österrike med sina kulturskatter och naturtillgångar. Filmen måste vara utan ord, då den ska kunna ses över hela världen även om den inte antas av alla stationer. På grund av den globala överföringen har starten för den andra delen fastställts i tid sedan starten 1959.
Hermann Lanske var ansvarig för 21 Nyårskonserter (1959–1979) och kollapsade under en repetition för Nyårskonserten 1980 och dog på väg till sjukhus. Han följdes av Clemens Viller och sedan av Hugo Käch. 1989, 1991-2009 och 2011 regisserade den engelska regissören Brian Large konserterna. 2010 och 2012 togs denna uppgift över av Karina Fibich, från 2014 av Michael Beyer och 2018 av Henning Kasten.
Evenemanget televiseras av ORF – från 1989 till 1993, 1997 till 2009, och åter från 2011 under ledning av Brian Large – och återsändes via Europeiska radio- och TV-unionens bolag Eurovision till de flesta större TV-bolag i Europa. Exempelvis 1 januari 2013 visades konserten på Één och La Une i Belgien, ZDF i Tyskland, France 2 i Frankrike, BBC Two i Storbritannien, Rai 2 i Italien (med viss fördröjning), RSI La 1 i Schweiz, La 1 i Spanien, ČT2 i Tjeckien, RTP1 i Portugal och TVP2 i Polen, bland många andra. Konserten återutsändes igen av ORF 1 januari 2015 och 1 januari 2016. Uppskattade publiksiffror är ~50 million, i 73 länder 2012, 93 länder 2017 och 95 länder 2018. Forna TV-presentatörer har bland andra varit Ernst Grissemann, som kommenterade konserten i 25 år, och Barbara Rett från 2008 till 2022. Den nuvarande presentatören på ORF är Teresa Vogl, som började 2023.
Utanför Europa visas konserten på PBS i USA (med start 1985), CCTV i Kina sedan 1987 (livesänt sedan 1989 med undantag för 1990) och även sänts live av statliga radion i Kina sedan 2013, NHK i Japan sedan 1973, av MetroTV i Indonesien, KBS i Sydkorea och SBS i Australien (fram till 2018 med förseningar). Sedan 2006 har konserten också visats i flera afrikanska länder såsom (Botswana, Lesotho, Malawi, Mozambique, Namibia, Swaziland, Zambia och Zimbabwe). I Latinamerika visas konserten i Chile av La Red, samt i Guatemala, Ecuador och Bolivia. Indonesiens MetroTV sänder konserten även om den är fördröjd fyra till fem dagar. 2010 sändes konserten för första gången i Mongoliet, Mozambique, Sri Lanka och Trinidad och Tobago.
2021 ägde Nyårskonserten rum utan publik för första gången i konsertens historia på grund av publikrestriktioner under Covid-19-pandemin. Konserten 2022 med Daniel Barenboim ägde rum med en begränsad publik på 1000 personer, och radioutsändningen från ORF på Ö1 hade Eva Teimel som presentatör, den första kvinnliga radiopresentatören för ORF i konsertens historia. 2023 deltog Wiens flickkör (Wiener Chormädchen) i sitt första framträdande i konserten, den första damkör någonsin att ha deltagit.

### Nyskapande på flera sätt
TV-sändningarna har alltid varit avantgarde när det gäller TV-teknik:
- Den första Eurovision-sändningen ägde rum 1958 till västeuropeiska länder.
- Den första internationella sändningen i färg (i analog PAL) till länder som sände i färg 1969.
- Den första sändningen i stereo 1981.
- Den första sändningen i HDTV (1 januari 2010).
- Den första sändningen i Dolby 5.1.

## Biljetter
På grund av den stora efterfrågan på platser till konserterna delas biljetter (700 st) ut i ett lotteri. Under februari månad skickar de intresserade (ca 60 000) in sina ansökningar via Wienfilharmonikernas webbplats och anger om de vill delta i Nyårskonserten (1 januari), Silvester-konserten (31 december) eller generalrepetitionen (30 december), alla med samma artister och program (kan begäras för alla tre, men i separata förfrågningar). När ansökningsperioden är över görs dragningen och vinnarna informeras om resultatet. Biljettpriserna för konserten 2017 varierade från 35 till 1090 euro för Nyårskonserten, mellan 25 och 800 för Silvester och mellan 20 och 450 för generalrepetitionen.

## Kommersiella inspelningar
En kommersiell inspelning har gjorts för varje konsert sedan 1987 och de senare årens inspelningar har släppts inom loppet av några dagar efter konserten.
Decca Records gjorde den första live-inspelningen 1975. Den digitala inspelningen 1979 var skivmärkets första digitala LP-skiva, samtidigt Boskovskys sista konsert. Inspelningarna med Maazel 1980, 1981, 1982 och 1983 specificerar inte årtalet på framsidan av albumen (istället med titlar som New Year's in Vienna, New Year's Concert, Prosit Neujahr! och Wiener Bonbons). Konserten 1983 utgjorde också det första simultana CD-släppet (tidigare konserter hade dröjt med CD-släpp). Inspelningen med von Karajan var också odaterad på albumframsidan, endast med titeln Neujahrskonzert in Wien. Först med Abbados konsert 1988 var året utsatt, vilket har varit praxis sedan dess.
Inspelningarna av konserten (varav den första släpptes 1975 under etiketten "DECCA" av Teldec-företaget, varifrån de producerades och släpptes) var nummer ett i de österrikiska albumlistorna varje år från 2001 till 2023.
| Skivmärke                | Årtal                                 |
| ------------------------ | ------------------------------------- |
| Decca Records            | 1975, 1979, 2008–2011                 |
| Deutsche Grammophon      | 1980–1983, 1987–1988, 1991, 2003–2007 |
| Sony Classical Records   | 1989–1990, 1992, 1994–1995, 2012–2023 |
| Philips Classics Records | 1993, 2002                            |
| BMG                      | 1996, 1998–1999                       |
| EMI                      | 1997, 2000                            |
| Teldec                   | 2001                                  |

## Andra nyårskonserter med wienerorkestrar
Traditionsenligt framförs Ludwig van Beethovens nionde symfoni av Wiener Symphoniker i Wiener Konzerthaus den 30 och 31 december samt 1 januari.
Wiener Hofburg Orchester organiserar sina traditionella nyårskonserter den 31 december och 1 januari i Hofburgs magnifika salar. Programmet består av de mest kända melodierna ur vals- och operettmusik komponerade av Johann Strauss den yngre, Emmerich Kálmán, Franz Lehár och operaarior av Wolfgang Amadeus Mozart.
Parallellt med Wienerfilharmonikernas Nyårskonsert spelade förr Vienna Art Orchestra (1977–2010) upp sin nyårskonsert den 31 december och 1 januari med titeln "All that Strauss" rum på jazzklubben "Porgy & Bess".
Sedan 1994 har Volksoper Wiens symfoniorkester framfört nyårskonserter i Suntory Hall i Tokyo. Programmet, som består av wienerdanser och marscher, spelas varje år – före orkesterns avresa till Fjärran Östern – den 27 december i Oberschützen, Burgenland.